# Sikhs for Justice
Sikhs for Justice (SFJ) és una organització independentista sikh amb seu als Estats Units d'Amèrica que advoca per la creació de l'estat del Khalistan. Fundada el 2009 per l'advocat Gurpatwant Singh Pannun, l'organització va néixer com a resposta a la manca d'accions legals per a perseguir els responsables dels assassinats de persones sikh després de l'assassinat de la primera ministra Indira Gandhi per part dels seus guardaespatlles sikhs el 1984.
Sikhs for Justice va ser prohibida a l'Índia el 2019 com a associació il·legal i l'octubre de 2021 va organitzar un referèndum no autoritzat sobre la creació de Khalistan. El 18 de setembre de 2023, el primer ministre canadenc Justin Trudeau va anunciar que les agències d'intel·ligència canadenques estaven «investigant denúncies creïbles d'un potencial vincle» entre els agents del govern indi i l'assassinat de Hardeep Singh Nijjar.

## Història
El 2011, Sikhs for Justice va presentar una demanda en un tribunal dels Estats Units d'Amèrica (EUA) contra Kamal Nath i diversos líders del Congrés Nacional Indi pel seu suposat paper en la massacre antisikh de 1984 a Delhi. No obstant això, el tribunal va desestimar el cas. El setembre de 2013 SFJ va presentar una denúncia col·lectiva contra Sonia Gandhi acusant-la de protegir els membres del partit implicats en la massacre. Aquest cas també es va desestimar el juny de 2014 per falta de jurisdicció en la matèria.
El febrer de 2014, SFJ va presentar un cas de violació dels drets humans contra el 13è primer ministre de l'Índia, Manmohan Singh (també sikh), pel seu paper com a ministre de Finances a la dècada del 1990, acusant-lo de «finançar crims contra la humanitat perpetrats contra la comunitat sikh a l'Índia». L'organització ambé va presentar un informe sobre els disturbis antisikh de 1984 a la Comissió de Drets Humans de les Nacions Unides.

### Referèndum del Khalistan
Sikhs for Justice va iniciar una campanya el 2020 demanant un referèndum sobre si el Panjab s'hauria d'independitzar de l'Índia. La primera fase d'aquest referèndum no oficial i no vinculant va començar a Londres el 31 d'octubre de 2021. El novembre de 2018, Gurpatwant Singh Pannun va anunciar que SFJ establiria una oficina permanent a Lahore per a facilitar el registre dels votants i proporcionar informació als sikhs sobre el referèndum. També va explicar que s'havien mostrat pancartes relacionades amb el referèndum i imatges del militant Jarnail Singh Bhindranwale al voltant de Nankana Sahib. SFJ ha expressat ocasionalment el seu suport a un Khalistan més gran, amb la capital a la província de Panjab del Pakistan, i va convidar els no sikhs a registrar-se per votar.
Sukhpal Singh Khaira, diputat de l'Assemblea Legislativa del Panjab i líder de l'oposició en aquell moment, va declarar que «el referèndum sikh era el resultat de la política constant de parcialitat, discriminació i persecució cap als sikhs per part dels governs successius a l'Índia», tot i que va aclarir que no donava suport al referèndum. El ministre en cap de Panjab, Amarinder Singh, el va increpar, i tant el Shiromani Akali Dal com el Partit del Poble Indi van criticar Khaira per la seva declaració. Per altra banda, una delegació sikh dels EUA es va reunir amb el primer ministre indi Narendra Modi durant la seva visita de setembre de 2019 per a expressar el seu suport a una Índia unida.
El 31 d'octubre de 2021, SFJ va celebrar la primera ronda del referèndum a Londres per als sikhs majors de 18 anys, i va anunciar plans per ampliar el vot a altres ciutats del Regne Unit. Amb tot, 2.000 persones hi van participar. A Suïssa, el referèndum va tenir lloc a Ginebra el 10 de desembre de 2021 i més de 6.000 sikhs hi van participar. El 2022, SFJ va celebrar un referèndum a Itàlia, amb la primera fase a Brescia al maig i la segona fase a Roma al juliol. Van participar-hi 57.000 sikhs.
El 10 de juny de 2022, SFJ va publicar una proposta de mapa del Khalistan en una conferència de premsa a Lahore. A més del Panjab indi, el mapa incloïa Haryana, Himachal Pradesh i parts de Rajasthan, Uttar Pradesh i Uttarakhand. Gurpatwant Singh Pannun va declarar que Simla seria la capital de la nació proposada i va sol·licitar ajuda al govern del Pakistan per a la seva creació.
El referèndum al Canadà va començar el 19 de setembre de 2022, amb la primera fase celebrada a Brampton. La segona fase va tenir lloc a Mississauga al novembre. Aproximadament 185.000 sikhs van participar en ambdues fases. A Austràlia el referèndum es va celebrar a Canberra el 29 de gener de 2023, i va provocar enfrontaments entre grups sikhs i proindis. El 10 de setembre de 2023 una altra ronda del referèndum va tenir lloc a Surrey, al Canadà. El 28 de gener de 2024, aproximadament 127.000 persones van participar en el referèndum celebrat al Civic Center Plaza de San Francisco. El 31 de març de 2024 va tenir lloc la segona fase del referèndum a Sacramento i hi van participar unes 61.000 persones.
El corredor de Kartarpur és una via religiosa que amb el suport dels governs indi i pakistanès permet als sikhs indis visitar els llocs sagrats del Pakistan sense necessitat de visat. Membres de Sikhs for Justice han utilitzat el passadís per promoure el referèndum, instant als pelegrins que el transiten a assistir a tallers i seminaris al costat pakistanès. Això, juntament amb les denúncies de presumptes camps terroristes establerts a la regió, ha fet augmentar les mesures de seguretat al voltant del corredor.
L'accés a la pàgina de Facebook del grup va ser bloquejada a l'Índia per Facebook el 2015. Sikhs for Justice va ser prohibida durant cinc anys pel govern de l'Índia el 10 de juliol de 2019 en virtut de la Llei de prevenció d'activitats il·legals per les seves presumptes activitats contraestatals. El novembre de 2019 es va informar d'una aplicació creada per SFJ perquè la gent es registrés per al referèndum però es va eliminar de Google Play. La prohibició es va ampliar durant cinc anys addicionals el juliol de 2024.